# Canton de Manosque-3
Le canton de Manosque-3 est une circonscription électorale française du département des Alpes-de-Haute-Provence, créée par le décret du 24 février 2014 et entrant en vigueur lors des élections départementales de 2015.

## Histoire
Un nouveau découpage territorial des Alpes-de-Haute-Provence entre en vigueur en mars 2015, défini par le décret du 24 février 2014, en application des lois du 17 mai 2013 (loi organique 2013-402 et loi 2013-403). Les conseillers départementaux sont, à compter de ces élections, élus au scrutin majoritaire binominal mixte. Les électeurs de chaque canton élisent au Conseil départemental, nouvelle appellation du Conseil général, deux membres de sexe différent, qui se présentent en binôme de candidats. Les conseillers départementaux sont élus pour six ans au scrutin binominal majoritaire à deux tours, l'accès au second tour nécessitant 12,5 % des inscrits au premier tour. En outre la totalité des conseillers départementaux est renouvelée. Ce nouveau mode de scrutin nécessite un redécoupage des cantons dont le nombre est divisé par deux avec arrondi à l'unité impaire supérieure si ce nombre n'est pas entier impair, assorti de conditions de seuils minimaux. Dans les Alpes-de-Haute-Provence, le nombre de cantons passe ainsi de 30 à 15. Le canton de Manosque-3 fait partie des sept nouveaux cantons du département, les huit autres cantons portant la dénomination d'un ancien canton, mais avec des limites territoriales différentes.

## Géographie
Ce canton est organisé autour de Manosque dans l'arrondissement de Forcalquier. Son altitude varie de 256 m (Corbières-en-Provence) à 531 m (Corbières-en-Provence) pour une altitude moyenne de m.
| Nom de la commune     | Alt. mini (m) | Alt. maxi (m) |
| --------------------- | ------------- | ------------- |
| Corbières-en-Provence | 256           | 531           |
| Manosque-3            | 279           | 516           |
| Sainte-Tulle          | 269           | 521           |

## Représentation
| Période élective | Période élective | Mandat | Mandat   | Identité           | Nuance | Nuance | Qualité                                                                                             |
| ---------------- | ---------------- | ------ | -------- | ------------------ | ------ | ------ | --------------------------------------------------------------------------------------------------- |
| 2015             | 2021             | 2015   | 2021     | Clotilde Berki     |        | UDI    | Conseillère municipal de Manosque (2014-2020) 9e Vice-présidente déléguée aux musées départementaux |
| 2015             | 2021             | 2015   | 2021     | Jean-Claude Castel |        | LR     | Agriculteur Maire de Corbières-en-Provence (2008-) Vice-président de la DLVA                        |
| 2021             | 2028             | 2021   | en cours | Marion Magnan      |        | LR     | 8e Adjointe au maire de Manosque (2020-) 7e Vice-Présidente du conseil départemental                |
| 2021             | 2028             | 2021   | en cours | Jean-Claude Castel |        | LR     | Maire de Corbières-en-Provence (2008-) 14e Vice-président de la DLVA (2020-)                        |

### Résultats détaillés

#### Élections de mars 2015
À l'issue du premier tour des élections départementales de 2015, deux binômes sont en ballottage : Clotilde Berki et Jean-Claude Castel (Union de la Droite, 49,77 %) et Martine Carriol et Yannick Philipponneau (FG, 28,2 %). Le taux de participation est de 48,28 % (3 922 votants sur 8 123 inscrits) contre 55,34 % au niveau départemental et 50,17 % au niveau national.
Au second tour, Clotilde Berki et Jean-Claude Castel (Union de la Droite) sont élus avec 56,06 % des suffrages exprimés et un taux de participation de 50,8 % (2 141 voix pour 4 127 votants et 8 124 inscrits).
Clotilde Berki et Jean-Claude Castel sont membres du groupe Majorité départementale.
Clotilde Berki est membre du MRSL.

#### Élections de juin 2021
Le premier tour des élections départementales de 2021 est marqué par un très faible taux de participation (33,26 % au niveau national). Dans le canton de Manosque-3, ce taux de participation est de 33,92 % (2 879 votants sur 8 487 inscrits) contre 40,72 % au niveau départemental. À l'issue de ce premier tour, deux binômes sont en ballottage : Jean-Claude Castel et Marion Magnan (LR, 50,24 %) et Sylvain Miralles et Estelle Suner (PCF, 27,88 %).
Le second tour des élections est marqué une nouvelle fois par une abstention massive équivalente au premier tour. Les taux de participation sont de 34,3 % au niveau national, 42,59 % dans le département et 37,26 % dans le canton de Manosque-3. Jean-Claude Castel et Marion Magnan (LR) sont élus avec 62,42 % des suffrages exprimés (1 839 voix pour 3 162 votants et 8 487 inscrits),,.

## Composition
Le canton de Manosque-3 est composé de deux communes entières et d'une fraction de la commune de Manosque : la partie de la commune de Manosque non incluse dans les cantons de Manosque-1 et de Manosque-2.
| Nom                              | Code Insee | Intercommunalité                        | Superficie (km2) | Population (dernière pop. légale)               | Densité (hab./km2) | Modifier                                    |
| -------------------------------- | ---------- | --------------------------------------- | ---------------- | ----------------------------------------------- | ------------------ | ------------------------------------------- |
| Manosque (bureau centralisateur) | 04112      | CA Durance-Luberon-Verdon Agglomération | 56,73            | Fraction : 7 568 (2022) Commune : 22 807 (2022) | 402                | modifier les données · modifier les données |
| Corbières-en-Provence            | 04063      | CA Durance-Luberon-Verdon Agglomération | 19,06            | 1 285 (2022)                                    | 67                 | modifier les données · modifier les données |
| Sainte-Tulle                     | 04197      | CA Durance-Luberon-Verdon Agglomération | 17,07            | 3 530 (2022)                                    | 207                | modifier les données · modifier les données |
| Canton de Manosque-3             | 0409       |                                         |                  | 12 383 (2022)                                   |                    | modifier les données                        |

## Démographie
En 2022, le canton comptait 12 383 habitants, en évolution de +6,28 % par rapport à 2016 (Alpes-de-Haute-Provence : +2,84 %, France hors Mayotte : +2,11 %).
| 2013   | 2018   | 2022   |
| ------ | ------ | ------ |
| 12 065 | 12 172 | 12 383 |